# Big Sky Conference
La Big Sky Conference est le groupement de onze universités gérant les compétitions sportives universitaires dans six disciplines masculines et neuf féminines dans l'Ouest des États-Unis. 

## Sports pratiqués
- Athlétisme féminin et masculin (en salle)
- Athlétisme féminin et masculin (en extérieur)
- Basket-ball féminin et masculin
- Cross-country féminin et masculin
- Football américain
- Golf féminin et masculin (masculin : Eastern Washington, Francis Marion [membre associé], Idaho, Northern Colorado, Sacramento State et Weber State)
- Soccer féminin (football féminin ; sauf Montana State)
- Softball féminin (sauf Eastern Washington, Idaho, Montana State et Northern Arizona)
- Tennis féminin et masculin (sauf Northern Colorado)
- Volley-ball féminin

## Membres actuels
| - Bears de Northern Colorado - Bengals d'Idaho State - Bobcats de Montana State - Eagles d'Eastern Washington - Grizzlies du Montana |  | - Hornets de Sacramento State – départ le 1er juillet 2026 pour la Big West Conference - Lumberjacks de Northern Arizona - Vandals de l'Idaho - Vikings de Portland State - Wildcats de Weber State |

Futurs membres
- Thunderbirds de Southern Utah (à partir du 1er juillet 2026)
- Trailblazers d'Utah Tech (en) (à partir du 1er juillet 2026)

Membres associées
- Aggies de l'UC Davis (football américain, depuis 2012)
- Mustangs de Cal Poly (football américain, depuis 2012)
- Patriots de Francis Marion (en) (golf masculin, depuis 2025)

## Rivalités
- Cal Poly et UC Davis (foot US)
- Eastern Washington et Montana
- Idaho et Idaho State
- Idaho et Montana
- Montana et Montana State
- Portland State et Sacramento State
- Northern Colorado et Weber State
- Sacramento State et UC Davis (foot US)
- Southern Utah et Utah Tech (à partir de 2026)
- Southern Utah et Weber State

## Anciens membres
- Boise State University - de 1970 à 1996 (transfert en Big West, WAC, Mountain West ; rejoindre la Pac-12 en juillet 2026)
- California State University, Northridge - de 1996 à 2001 (transfert en Big West)
- Gonzaga University - de 1963 à 1979 (transfert en West Coast Conf. ; rejoindre la Pac-12 en juillet 2026)
- University of Nevada, Reno - de 1979 à 1992 (transfert en Big West, WAC, Mountain West)
- University of North Dakota – de 2012 à 2018 (transfert en Summit League ; football américain transfert et FCS indépendant en 2018 et 2019, Missouri Valley Football Conference depuis 2020)
- Southern Utah University – de 2012 à 2022 (transfert en WAC ; football américain transfert et ASUN–WAC en 2022 et 2023, United Athletic Conference depuis 2024. Rejoindra la Big Sky Conference en 2026.)

## Installations sportives
| Université                        | Stade de football US                  | Capacité     | Salle de basket-ball                  | Capacité    |
| --------------------------------- | ------------------------------------- | ------------ | ------------------------------------- | ----------- |
| Cal Poly                          | Mustang Memorial Field (en)           | 11 075       | -                                     | -           |
| Eastern Washington                | Roos Field (en) Joe Albi Stadium (en) | 8 600 28 646 | Reese Court (en)                      | 6 000       |
| Idaho                             | Kibbie Dome (en)                      | 16 000       | Idaho Central Credit Union Arena (en) | 4 200       |
| Idaho State                       | ICCU Dome (en)                        | 12 000       | ICCU Dome (en) Reed Gym (en)          | 8 000 3 040 |
| Montana                           | Washington–Grizzly Stadium (en)       | 25 203       | Dahlberg Arena (en)                   | 7 321       |
| Montana State                     | Bobcat Stadium (en)                   | 20 767       | Worthington Arena (en)                | 7 250       |
| Northern Arizona                  | Walkup Skydome (en)                   | 15 000       | Walkup Skydome (en)                   | 7 000       |
| Northern Colorado                 | Nottingham Field (en)                 | 6 500        | Butler–Hancock Sports Pavilion (en)   | 2 992       |
| Portland State                    | Hillsboro Stadium                     | 7 600        | Viking Pavilion (en)                  | 3 094       |
| Sacramento State (départ de 2026) | Hornet Stadium                        | 21 195       | Colberg Court (en)                    | 1 200       |
| Southern Utah (ajout de 2026)     | Eccles Coliseum (en)                  | 8 500        | America First Event Center (en)       | 5 300       |
| UC Davis                          | Aggie Stadium (en)                    | 10 367       | -                                     | -           |
| Utah Tech (ajout de 2026)         | Greater Zion Stadium (en)             | 10 000       | Burns Arena (en)                      | 4 779       |
| Weber State                       | Stewart Stadium (en)                  | 17 500       | Dee Events Center (en)                | 11 500      |